# Okra (plant)
Okra (Abelmoschus esculentus) is een eenjarige plant uit de Kaasjeskruidfamilie (Malvaceae). De jonge bladeren van de plant, maar vooral de jonge, onrijpe vruchten worden gebruikt als groente. In Suriname wordt de plant oker genoemd.

## Uiterlijk
Okra kan tot vier meter hoog worden. De plant heeft handvormige bladeren en okselstandige, grote, gele Hibiscus-achtige bloemen.
De vrucht is een langwerpige, ronde tot kantige, gegroefde doosvrucht met een lengte van 5 tot 25 cm. De onrijpe vruchten worden als groente gebruikt. Ze kunnen van paars-rood en rood-groen tot donkergroen zijn of van lichtgroen tot geel. De rode vruchten zullen tijdens het koken ook groen worden. De vrucht bevat vele tientallen ronde tot eironde, eetbare zaden.

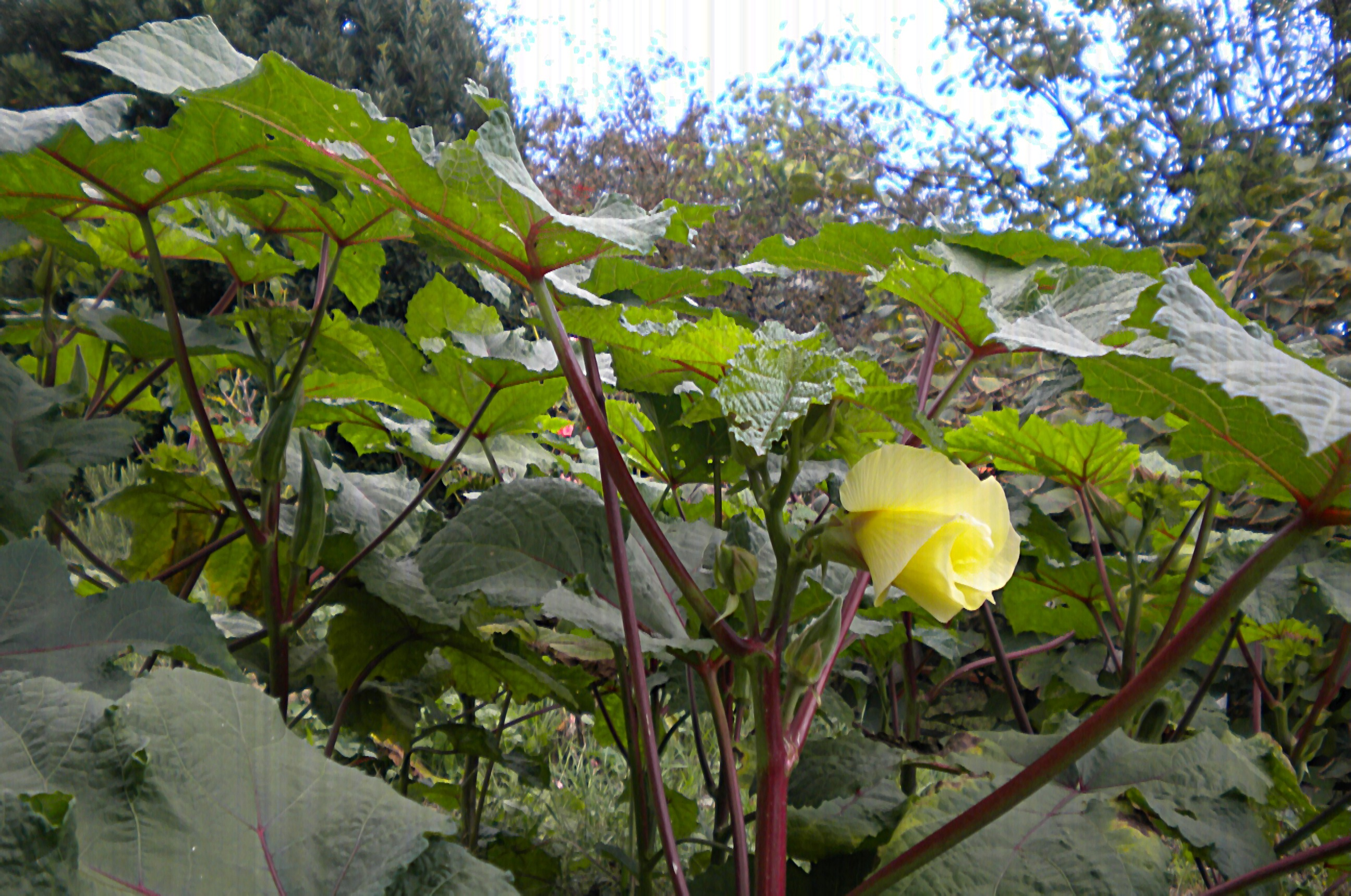
Okraplanten met bladeren, vruchten en een bloem
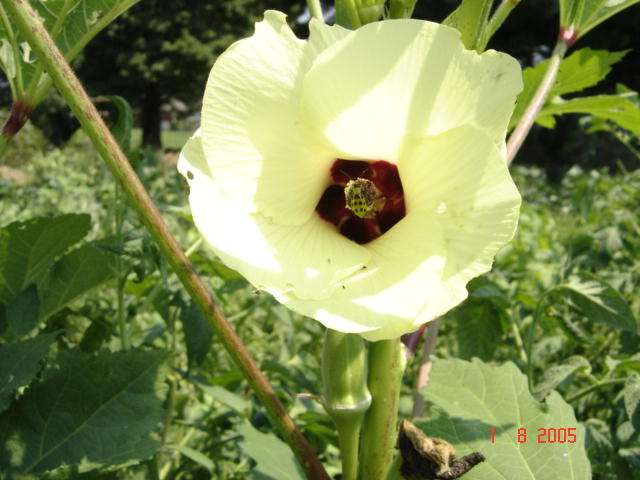
Bloem
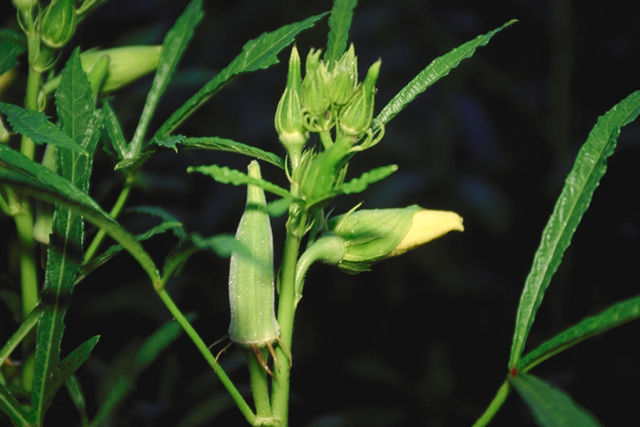
bloemknop plus vrucht

## Gebruik

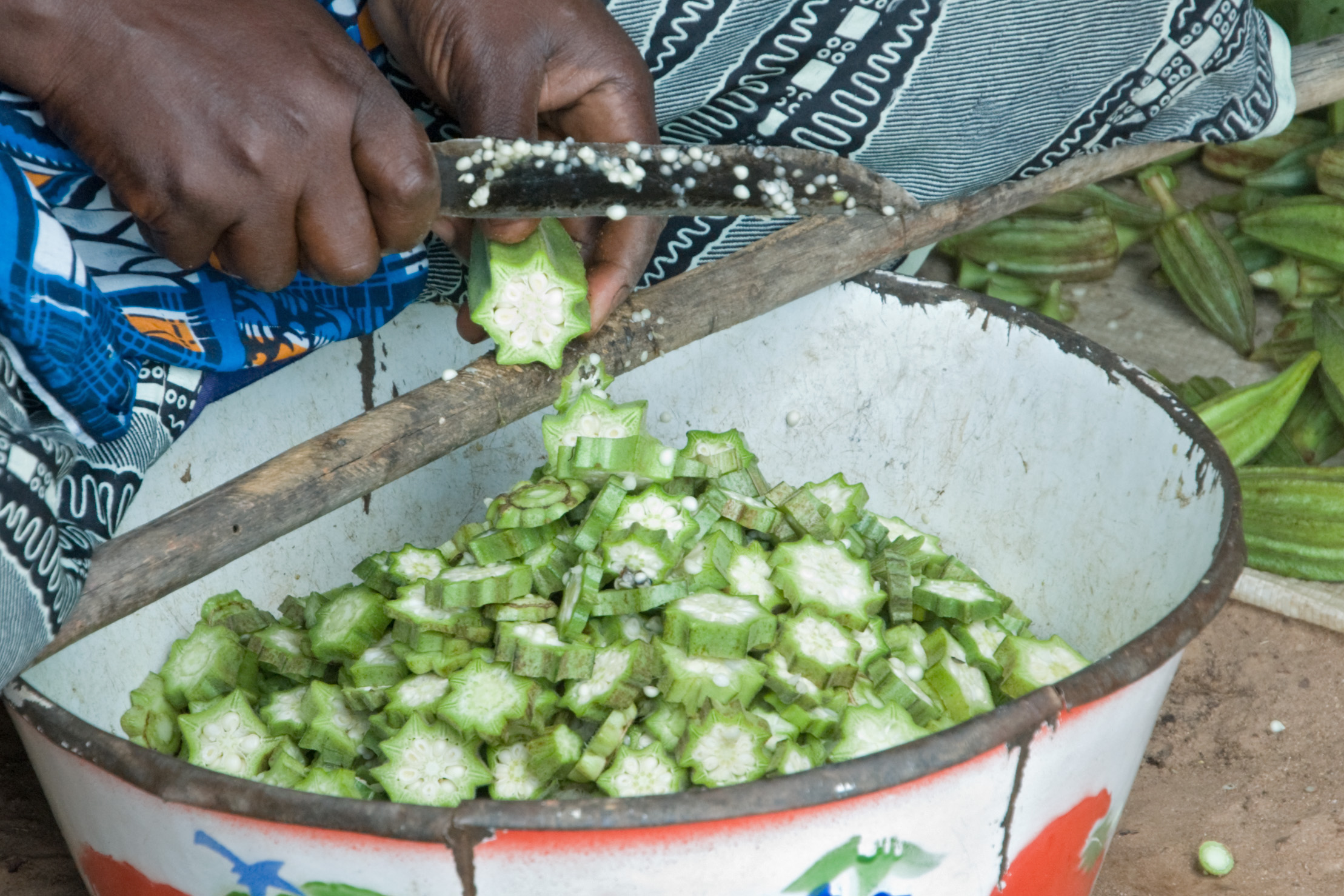
Jonge okravruchten worden in plakjes gesneden om ze te koken of te bakken, of om ze te drogen voor later gebruik

Okra komt waarschijnlijk uit Ethiopië en werd al gecultiveerd in het Oude Egypte rond de 12e eeuw v.Chr. Daarna is hij via Noord-Afrika en het Midden-Oosten verder verspreid. De vruchten werden gekookt en gegeten. De zaden werden geroosterd, gemalen en gebruikt als koffiesubstituut (wat nog steeds gebeurt).
De plant wordt in bijna alle tropische en subtropische gebieden verbouwd. In de Nederlandse of Belgische glastuinbouw wordt de okra, anders dan veel andere exotische voedingsgewassen, niet geteeld. De plant groeit snel en is in ongeveer zestig (zomerse) dagen oogstklaar: de onrijpe vruchten moeten vier tot vijf dagen na de bloei worden geplukt.
Okra's worden veelal gebruikt in combinatie met andere vruchtgroenten zoals paprika, courgette, aubergine en tomaat, bijvoorbeeld in couscousgerechten, in stoofpotten (gumbo) of soepen met zoutvlees of gedroogde vis, met rundvlees, lamsvlees, in tomatensaus en rauw in salades. Op de Nederlandse Antillen wordt er een soep (jambo) van de okra gemaakt, vaak gevuld met vis, gezouten vlees en basilicum. In de Verenigde Staten wordt okra vaak gepaneerd en dan gefrituurd gegeten.
Verse okra's worden jong en zacht verkocht, maar niet droog of met weinig kleur. Ze worden in papier bewaard, de houdbaarheid is maar enkele dagen. Okra's in gedroogde vorm worden voor gebruik eerst geweekt.

### Voedingswaarde
Okra is een goede bron van vitamine A, B complex, C en E, ijzer, kalk, en vezels. Okra is caloriearm en bevat geen vetten.

## Papier
Van de okraplant wordt ook touw en papier gemaakt.

... · 
A. esculentus (Okra) · 
A. ficulneus .
A. moschatus · 
...